# Wina słoweńskie

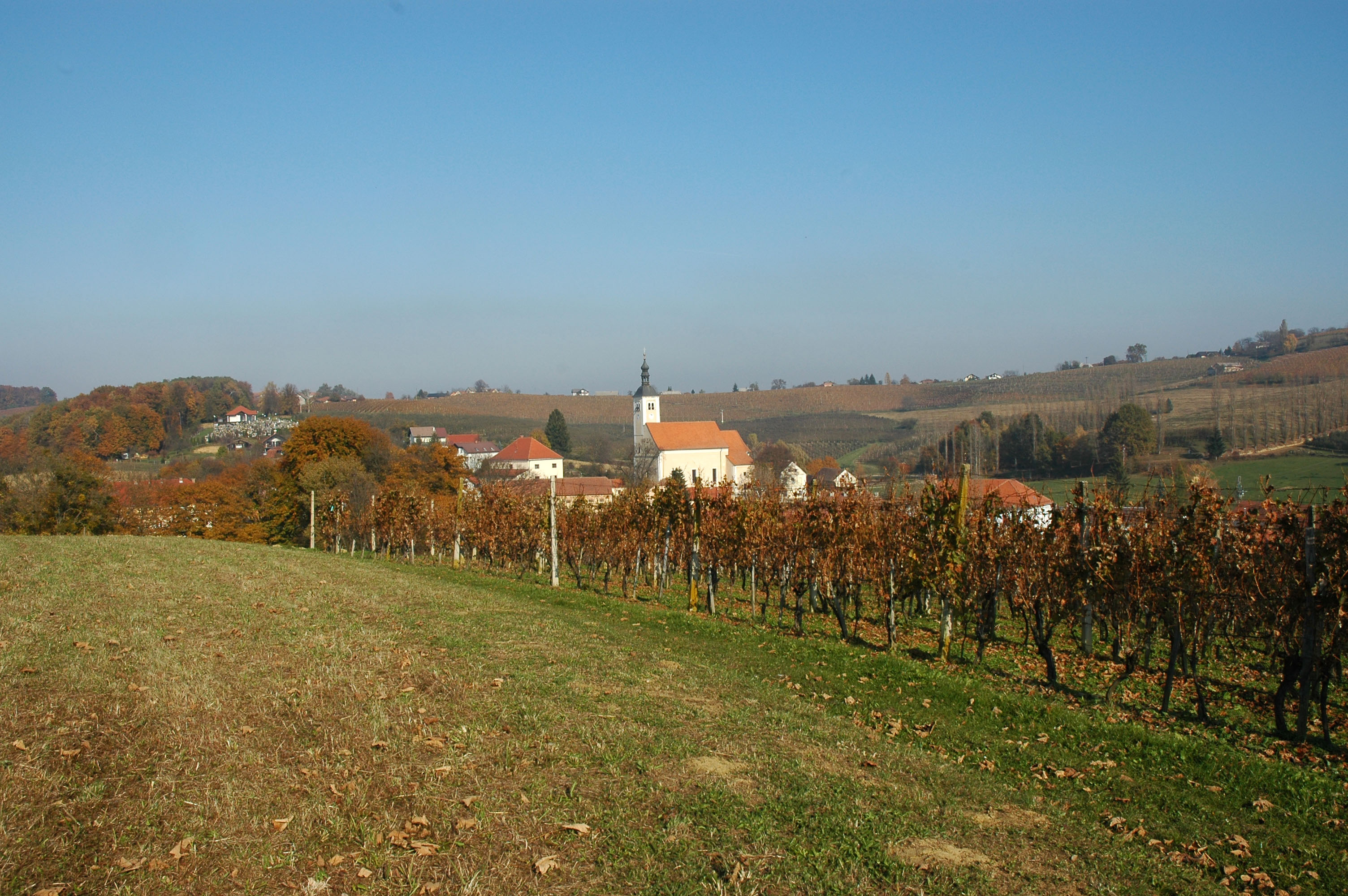
Winnica w Miklavž pri Ormožu

Wina słoweńskie są produkowane w nadmorskiej i wschodniej części Słowenii. Winnice zajmują ok. 25 tys. ha.

## Historia
Słowenia była znaczącym producentem wina, gdy wchodziła w skład Austro-Węgier. Od tego czasu do początku XXI wieku areał upraw spadł o połowę, do ok. 25 000 ha. W latach 70. XX wieku dużą popularnością cieszyło się masowo produkowane wino marki Lutomer Laski Rizling z owoców welschriesling. Słoweńcy skupiają się na produkcji win odmianowych z pomocą konsultantów z sąsiednich krajów.

## Winnice

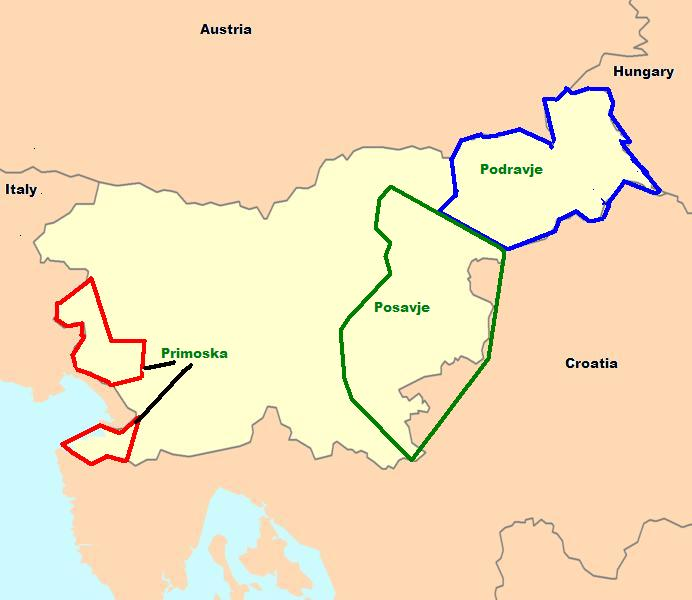
Słoweńskie regiony winiarskie

Znakomita większość winnic jest w rękach prywatnych. Udział spółdzielni w produkcji jest niewielki.
Słowenia jest podzielona na trzy główne regiony uprawy winorośli: największe Podrawie oraz Primorska i Posawie, które dzielą się na 14 obszarów.
Podravje leży nad Drawą, w północno-wschodniej części kraju. Krajobraz jest górzysty. Na terenie regionu, w Mariborze rośnie owocujący krzew z XVII wieku – stara trta, który został wpisany do Księgi rekordów Guinnessa. Na terenie Podravja znajdują się następujące obszary winiarskie: Prekmurje, Radgonsko-Kapelske, Ljutomersko-Ormoški, Srednje Slovenske gorice, Mariborski, Haloze i Šmarje-Virštanj.
Primorska to region w zachodniej części kraju, wzdłuż Adriatyku i granicy włoskiej, po drugiej stronie apelacji Carso i Collio w regionie Friuli. Prym wiedzie odmiana ribolla gialla, odmiany bordoskie i refosco. Primorska jest podzielona na obszary: Gorišska Brda, Vipavska dolina, Kras i Koper.
Posavje leży na południowym wschodzie kraju, nad Sawą. Jest regionem winiarskim Słowenii z najlżejszymi winami, często w stylu francuskim. W skład Posawia wchodzą: Bela krajina, Bizeljsko-Sremič i Dolenjska.

## Odmiany winorośli
W Słowenii przeważają, zwłaszcza w regionie Podravje, szczepy winorośli o jasnej skórce, m.in. welschriesling (laški rizling, graševina), sauvignon blanc, chardonnay, furmint (sipon), riesling (renski rizling) i inne. Regionalne odmiany na białe wino to rebula, pinela, bouvier (ranina) i zelen.
Wśród ciemnych winogron spotyka się merlota, blaufränkisch (modra frankinja), cabernet sauvignon i pinot noir. Znaczenie mają również odmiany lokalne: refosk i žametovka.
Ze Słowenii pochodzą odmiany: bouvier, klarnica, ranfol, vitovska grganja, žametovka i zelen